# Литлфилд (Аризона)
Литлфилд (енгл. Littlefield) насељено је место без административног статуса у америчкој савезној држави Аризона.

## Демографија
По попису из 2010. године број становника је 308.
| Група             | 2000.    | 2010.       |
| Белци             | 0 (0,0%) | 174 (56,5%) |
| Афроамериканци    | 0 (0,0%) | 0 (0,0%)    |
| Азијати           | 0 (0,0%) | 8 (2,6%)    |
| Хиспаноамериканци | 0 (0,0%) | 110 (35,7%) |
| Укупно            | 0        | 308         |